# Дубар Леонід Павлович
Леонід Павлович Дубар, біл. Леанід Паўлавіч Дубар (18 серпня 1925, Могильов — 18 лютого 1978) — білоруський художник та графік.

## Біографія
Закінчив Білоруський театрально-мистецький інститут в 1961 році. Викладав у Мінському художньому училищі з 1961 року.
Серед його робіт: сюжетно-тематичні картини «Четверо відважних» (1961), «У дорозі» (1962), «Торпедна атака» (1963), «Завантаження мін» (1964), «Матроси» (1970), пейзажі «Коло причала» (1963), «Блакитне смеркання» (1965), «Сірий день» (1967).
Працював у книжковій графіці, оформив книги «Щаслива дорога» А.Олександровича (1958), «Мстиславів посах»
Е.Ялугіна (1971), «За покликом серця» М.Алексєєва (1974), «Дівчина ішла після війни» М.Гомолки (1976).

## Літаратура
- Дубар Леанід Паўлавіч // Бел. энцыкл. У 18 т. Т.6. Дадаізм-Застава. — Мн., 1998. — С.240.

| Художник | Це незавершена стаття про художника. Ви можете допомогти проєкту, виправивши або дописавши її. |